# چلبی (کمیجان)
چلبی روستایی است از توابع شهرستان کمیجان در استان مرکزی. این روستا در دهستان اسفندان در بخش مرکزی این شهرستان قرار دارد .
.

## مشخصات منطقه ای
روستای چلبی طبق تقسیمات اخیر کشوری، ازتوابع دهستان اسفندان و بخش مرکزی شهرستان کمیجان می‌باشد. این روستا بامختصات جغرافیایی ۴۹درجه و ۴۹دقیقه طول شرقی و۳۹درجه و۲۴دقیقه عرض شمالی در شمال غربی استان مرکزی قراردارد. فاصله روستای چلبی تا مرکز شهرستان ۴۵ کیلومتر می‌باشد.

## جمعیت
طبق سرشماری مرکز آمار ایران، جمعیت چلبی در سال ۱۳۸۵ برابر با ۱۰۸۲ نفر بوده‌است. این روستا ۲۶۵خانوار دارد.